# 英國皇家兵工廠

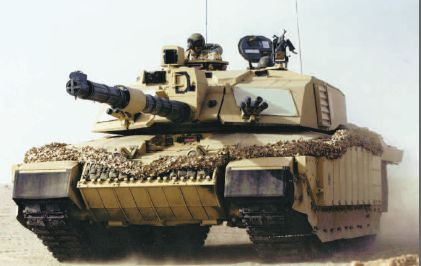
挑戰者2坦克

英國皇家兵工廠 (Royal Ordnance Factories，ROF)是英國政府在第二次世界大戰期間起建造的一批軍火廠，起初為步槍廠，後歸軍需省主管。一些英國皇家兵工廠為臨時性質的兵工廠，他們在第二次世界大戰結束後不久便關閉，而還有一些為永久性的兵工廠。